# Turkestán (ciudad)
Hazrat-i Turkestán (en kazajo: Түркістан, nombre moderno Türkistan) es una ciudad situada en el sureste de Kazajistán cerca del Sir Daria, sobre el ferrocarril Trans-Aral entre Kyzylorda al norte y Taskent al sur. Es normalmente conocida como Turkestán; el nombre Hazrat-i Turkestán literalmente significa "El Santo (o el Bendito) de Turkestán" y se refiere a Khoja Ahmad Yasavi, el gran shaij sufi" de Turkestán, quien nació allí alrededor del siglo XI, y fue enterrado en la ciudad. En la década de 1390, Tamerlán levantó un magnífico santuario-mausoleo (mazar de Khoja Ahmad Yasavi) en forma de domo sobre su tumba, el cual es sin duda el mayor monumento arquitectónico significativo que se pueda encontrar en todo Kazajistán.  En 2008, fue declarado como Patrimonio de la Humanidad por la Unesco.

## Historia
Turkestán tiene restos arqueológicos que ser remontan al siglo IV. En las antiguas crónicas chinas aparece como Beitian. Más tarde fue conocida como Yasi o Shavgar. Hasta el siglo XVI fue un importante centro comercial.
La ciudad atrae aún a millares de peregrinos. Según la tradición local, tres peregrinajes a Turkestán equivalen a un hajj a La Meca, si bien esta comparación no es aceptada en otras partes del mundo musulmán. Tal es la reverencia que recibe el Santo, que la ciudad ha llegado a ser conocida como "la Segunda Meca del Este", y tiene enorme importancia para los musulmanes de Kazajistán. Otros sitios históricos importantes incluyen una casa de baños medieval y otros cuatro mausoleos, uno de ellos de una de las nietas de Timur y los tres restantes de kanes kazajos.
Durante su historia Turkestán ha sido una ciudad fronteriza, por su ubicación en el límite entre la cultura perso-islámica de Transoxiana al sur, y el mundo nómade turco-mongol de la estepa al norte. Así ha sido a veces un importante centro político kazajo, y otras una ciudad fronteriza bajo el control de los kanes uzbekos.
Al ser conquistada por el Imperio ruso en 1863 pertenecía al kanato de Kokand. Türkistan quedó ubicada primero en el óblast del Turkestán y luego en el óblast de Sir Daria de la Gobernación General del Turkestán ruso. A la caída del régimen zarista en la Revolución de Febrero de 1917, formó parte brevemente de la República Socialista Soviética Autónoma del Turkestán, antes de ser incorporada a la nueva República Socialista Soviética de Kazajistán en 1924.
La Turkestán actual tiene una población de 165,000 personas (censo de 2019), de mayoría étnica kazaja. La población creció 10% entre 1989 y 1999, lo que convierte a la ciudad en la segunda en velocidad de crecimiento de Kazajistán después de la nueva capital, Astaná.
A la ciudad puede llegarse en tren desde Almaty, en un trayecto de cerca de 20 horas. El viaje por carretera desde el aeropuerto más cercano (en Shymkent) dura aproximadamente dos horas. A partir de 2021 la ciudad será servida por el aeropuerto internacional Hazrat Sultan localizado a 16 km del centro de la ciudad.

## Peregrinaje
La ciudad atrae a miles de peregrinos. Según una tradición regional, tres peregrinaciones a Turkistán equivalen a un hach a La Meca (esta piedad local se conoce también en relación con otros monumentos religiosos del mundo musulmán). El santo Khoja Ahmad Yasavi era celebrado con tal reverencia que la ciudad llegó a ser conocida como la Segunda Meca de Oriente, una visión que ha ayudado a moldear la identidad espiritual de los musulmanes en Kazajistán.

## Clima
| Parámetros climáticos promedio de Turkestán (1991-2020) | Parámetros climáticos promedio de Turkestán (1991-2020) | Parámetros climáticos promedio de Turkestán (1991-2020) | Parámetros climáticos promedio de Turkestán (1991-2020) | Parámetros climáticos promedio de Turkestán (1991-2020) | Parámetros climáticos promedio de Turkestán (1991-2020) | Parámetros climáticos promedio de Turkestán (1991-2020) | Parámetros climáticos promedio de Turkestán (1991-2020) | Parámetros climáticos promedio de Turkestán (1991-2020) | Parámetros climáticos promedio de Turkestán (1991-2020) | Parámetros climáticos promedio de Turkestán (1991-2020) | Parámetros climáticos promedio de Turkestán (1991-2020) | Parámetros climáticos promedio de Turkestán (1991-2020) | Parámetros climáticos promedio de Turkestán (1991-2020) |
| Mes                                                     | Ene.                                                    | Feb.                                                    | Mar.                                                    | Abr.                                                    | May.                                                    | Jun.                                                    | Jul.                                                    | Ago.                                                    | Sep.                                                    | Oct.                                                    | Nov.                                                    | Dic.                                                    | Anual                                                   |
| ------------------------------------------------------- | ------------------------------------------------------- | ------------------------------------------------------- | ------------------------------------------------------- | ------------------------------------------------------- | ------------------------------------------------------- | ------------------------------------------------------- | ------------------------------------------------------- | ------------------------------------------------------- | ------------------------------------------------------- | ------------------------------------------------------- | ------------------------------------------------------- | ------------------------------------------------------- | ------------------------------------------------------- |
| Temp. máx. abs. (°C)                                    | 18.7                                                    | 26.4                                                    | 30.7                                                    | 36.3                                                    | 40.5                                                    | 46.9                                                    | 47.9                                                    | 46.5                                                    | 41.9                                                    | 35.3                                                    | 27.9                                                    | 21.6                                                    | 47.9                                                    |
| Temp. máx. media (°C)                                   | 1.8                                                     | 5.4                                                     | 14.2                                                    | 22.2                                                    | 28.9                                                    | 34.6                                                    | 36.4                                                    | 35.2                                                    | 28.9                                                    | 20.8                                                    | 10.5                                                    | 3.2                                                     | 20.2                                                    |
| Temp. media (°C)                                        | -2.9                                                    | -0.1                                                    | 7.4                                                     | 15.3                                                    | 21.8                                                    | 27.2                                                    | 29.0                                                    | 27.3                                                    | 20.7                                                    | 12.5                                                    | 4.2                                                     | -1.7                                                    | 13.4                                                    |
| Temp. mín. media (°C)                                   | -7.0                                                    | -4.7                                                    | 1.6                                                     | 8.6                                                     | 14.3                                                    | 18.8                                                    | 20.4                                                    | 18.8                                                    | 12.2                                                    | 5.1                                                     | -1.0                                                    | -5.7                                                    | 6.8                                                     |
| Temp. mín. abs. (°C)                                    | -33.6                                                   | -38.6                                                   | -25.0                                                   | -8.4                                                    | -2.8                                                    | 3.2                                                     | 6.4                                                     | 3.4                                                     | -5.5                                                    | -14.3                                                   | -31.8                                                   | -33.0                                                   | -38.6                                                   |
| Precipitación total (mm)                                | 25                                                      | 26                                                      | 31                                                      | 23                                                      | 21                                                      | 8                                                       | 4                                                       | 2                                                       | 2                                                       | 12                                                      | 26                                                      | 26                                                      | 206                                                     |
| Nevadas (cm)                                            | 4                                                       | 2                                                       | 0                                                       | 0                                                       | 0                                                       | 0                                                       | 0                                                       | 0                                                       | 0                                                       | 0                                                       | 0                                                       | 2                                                       | 8                                                       |
| Días de lluvias (≥ 1 mm)                                | 5                                                       | 6                                                       | 8                                                       | 8                                                       | 7                                                       | 4                                                       | 2                                                       | 1                                                       | 2                                                       | 4                                                       | 7                                                       | 6                                                       | 60                                                      |
| Días de nevadas (≥ 1 mm)                                | 7                                                       | 6                                                       | 2                                                       | 0.3                                                     | 0                                                       | 0                                                       | 0                                                       | 0                                                       | 0                                                       | 0.3                                                     | 2                                                       | 5                                                       | 22.6                                                    |
| Horas de sol                                            | 138                                                     | 155                                                     | 199                                                     | 247                                                     | 337                                                     | 382                                                     | 401                                                     | 383                                                     | 315                                                     | 248                                                     | 167                                                     | 122                                                     | 3094                                                    |
| Humedad relativa (%)                                    | 79                                                      | 73                                                      | 63                                                      | 50                                                      | 43                                                      | 33                                                      | 34                                                      | 32                                                      | 36                                                      | 51                                                      | 69                                                      | 79                                                      | 53.5                                                    |
| Fuente n.º 1: Погода и климат                           |                                                         |                                                         |                                                         |                                                         |                                                         |                                                         |                                                         |                                                         |                                                         |                                                         |                                                         |                                                         |                                                         |
| Fuente n.º 2: NOAA (sun only, 1961-1990)                |                                                         |                                                         |                                                         |                                                         |                                                         |                                                         |                                                         |                                                         |                                                         |                                                         |                                                         |                                                         |                                                         |

## Ciudades hermanadas
- Shusha (Azerbaiyàn)[8]